# 505-й окремий батальйон морської піхоти (Україна)
505-й окремий батальйон морської піхоти (505 обМП, в/ч А4635) — підрозділ морської піхоти України підпорядкований 37 ОБрМП у складі 30-го Корпусу морської піхоти. 
Батальйон створили на базі 64-го окремого гарматного артилерійського дивізіону в/ч А4217 406-ї окремої артилерійської бригади ім. генерал-хорунжого Олексія Алмазова.

## Історія
Батальйон створили на підставі Директиви Міністерства оборони України та Головнокомандувача Збройних Сил України та наказу Командування Військово-Морських Сил Збройних сил України 28 лютого 2023 р. 
До складу підрозділу увійшли ветерани морської піхоти, десантно-штурмових військ, ССО, Інтернаціонального Легіону Оборони України та інших підрозділів ВМСУ та Сухопутних військ.
Першим командиром батальйону став полковник Тоненчук Олександр Сергійович, ветеран морської піхоти. Пізніше командиром батальйону призначили кадрового військового, ветерана морської піхоти, підполковника Шаталова Сергія Сергійовича. Станом на жовтень 2024 року командиром 505 обМП є Сергій Васильович Опря.

### Російсько-українська війна
З кінця квітня 2023 бійці батальйону виконували бойові завдання у Донецькій області, серед них у травні — у м. Авдіївка. 
З початком літнього контрнаступу у червні 2023 р. батальйон брав безпосередню участь у боях на півдні Донецької області: виконував бойові завдання поблизу населеного пункту Золота Нива, брав участь у штурмі селища Новодонецьке 05.06.2023 та подальшому звільненні селища Урожайне. У вересні 2023 року виконував бойові завдання у місті Красногорівка на Донеччині. 
З 30 листопада 2023 року по 18 травня 2024 року бійці батальйону створили та утримували плацдарм на лівому березі річки Дніпро — село Кринки на Херсонщині. 

## Втрати
- Демидась Володимир Ігорович, 44 роки. Матрос, стрілець-помічник гранатометника. Загинув 30 серпня 2024 року у місті Торецьку на Донеччині[3].

## Озброєння
На озброєнні батальйону перебувають: 
- ББМ Mastiff;
- BMC Kirpi;
- ББМ HMMWV;
- БТР АМХ-10RC;
- кулемет PZD[4];
- 60-мм міномет KLP-60[4].

А також інше озброєння, що відповідає стандартам НАТО. Озброєння батальйону постійно оновлюється та поповнюється. 
505 обМП підтримують зокрема, благодійна організація «Фонд Сергія Притули», фонд компетентної допомоги армії «Повернись живим», спільнота «NAFO», благодійний фонд «Help99», онлайн-платформа «іPay.ua», MK Foundation. У результаті збору «ATLAS» спільно з «UNITED24» та «Monobank» влітку 2024 батальйон також тримав партію безпілотників.
За підтримки блогера та активіста Сергія Стерненка та гурту «Курган & Agregat» батальйон отримав FPV-дрони.
Організації, які допомогли забезпечити батальйон авто: Криворізька ОВА, ГО «Набат Кривбас», БО «Благодійний фонд «Чому так»», БФ «Милосердя Віктор», ГО «Загартовані Серця», БО «БФ «ОПТИВІТА УКРАЇНА»», Благодійний фонд «Південний Гард», ГО «Народна самооборона Львівщини», а також БО «БФ «IT ДЛЯ ПЕРЕМОГИ».

## Рекрутинг та вишкіл
Бійці 505 обМП навчаються безперервно — від базового вишколу та злагодження у складі підрозділу до закордонних тренувань за стандартами НАТО. Навчаються як новоприбулі, так і військові, які вже виконують бойові завдання. 
Перед тим, як стати в лави батальйону, усі рекрути проходять стандартний курс базової загальновійськової підготовки (БЗВП) у навчальному центрі ВМС. У ньому досвідчені інструктори з бойовим досвідом вчать базових правил поводження зі зброєю, тактики ведення бою та тактичної медицини. Також майбутніх бійців 505 обМП загартовують емоційно — тренують дисципліну, моральну стійкість та фізичну витривалість. 
Після — бійці проходять додаткове навчання в батальйоні та злагодження з підрозділом, у якому будуть служити. 
Щоб долучитися до підрозділу, майбутній рекрут може відгукнутися на наявну вакансію, наприклад, на LobbyX, або зв’язатися з підрозділом напряму та отримати рекомендаційний лист щодо пріоритетного проходження служби у батальйоні. 

## Командування
- Тоненчук Олександр, полковник
- Шаталов Сергій, підполковник
- Опря Сергій — майор, чинний командир батальйону.

Чинний командир батальйону, майор Сергій Васильович Опря, отримав вищу освіту у Національній академії сухопутних військ ім. гетьмана Петра Сагайдачного. Протягом 2015—2017 років виконував бойові завдання у межах проведення АТО, брав участь в обороні села Широкине на Донеччині.

## Традиції
Однією з найвідоміших традицій морських піхотинців є проходження психологічної смуги перешкод, щоб отримати право носити берет кольору морської хвилі. 
Смуга входить до програми підготовки українських морпіхів і є єдиною для всіх підрозділів. Завдовжки вона понад сім кілометрів, протягом яких військовослужбовці долають різноманітні перешкоди. На першому місці завжди лишається психологічна сторона смуги. Воля, витримка, стійкість та підтримки побратимів у складних ситуаціях — саме це визначає право носити берет кольору морської хвилі.
Безпосередньо традицією 505 батальйону є містерія з вручення нарукавних знаків. Бійцям, які пройшли курс посиленої підготовки і бойове злагодження, вручають нарукавні знаки батальйону. Це відбувається на заході-містерії, де військові заглиблюються в бойову атмосферу та усвідомлюють важливість побратимства. Протягом вручення запалюють факели, лунають давні скандинавські ритми та розвіваються прапори морської піхоти й батальйону.
Подія-ініціація, після якої новоприбулі бійці стають частиною братерської спільноти.

### Символіка
Знак до парадного, парадно-вихідного та повсякденного однострою має вигляд геральдичного щита, розтятого на поле морської хвилі та темно-синє поле, оздобленого срібним кантом.
По лінії поділу щита покладено срібний стилізований блискавичний меч, супроводжений обабіч срібними язиками полумʼя.
Меч з клинком у вигляді блискавки та язики полумʼя в сукупності символізують швидкість та енергію, могутність та міць відплати.
У горі над щитом розміщено синьо-зелену стрічку із срібним кантом та золотим написом: «ВОГНЕМ І МЕЧЕМ». Нарукавний знак виконаний у кольорах, притаманних морській піхоті Військово-Морських Сил Збройних Сил України.

## Нагородження
23 травня 2024 року, згідно з Указом Президента України Володимира Зеленського, 505 окремий батальйон морської піхоти Військово-Морських Сил Збройних Сил України відзначили Бойовим прапором та почесною відзнакою «За мужність та відвагу».

## Міжнародна співпраця
Колишні командири батальйону полковник Тоненчук Олександр Сергійович та підполковник Шаталова Сергія Сергійовича навчалися в США у Воєнному коледжі ВМС США (англ. Naval War College). 
Бійці 505 обМП безперервно навчаються за стандартами НАТО в Польщі, Великобританії, Норвегії, Нідерландах, Німеччині, Чехії, Іспанії, Литві, Латвії та Естонії.
Ці навчання є різнонаправленими та охоплюють низку дисциплін.
Так, у Нідерландах бійці пройшли навчання з ведення бою на воді, в Італії — з безпарашутного десантування з гелікоптера, у Польщі відпрацьовували штурм ворожих позицій, у Німеччині — обслуговування військової техніки, а у Великій Британії проходили морально-психологічну смугу перешкод.